# Antroselates
Antroselates is een geslacht van weekdieren uit de klasse van de Gastropoda (slakken).

## Soort
- Antroselates spiralis Hubricht, 1963